# Aspegrens trädgård
Aspegrens trädgård är en trädgård i Jakobstad i Finland. Trädgården grundades av kyrkoherden Gabriel Aspegren på 1700-talet och är en del av Rosenlunds prästgård. Trädgården är cirka 5 hektar stor.